# شهرستان چوی
شهرستان چوی (به قرقیزی:Чүй району، چۉي رايونۇ)(به روسی: Чуйский район) یک شهرستان در قرقیزستان است که در استان چوی واقع شده‌است. شهرستان چوی ۱٬۷۵۶ کیلومتر مربع مساحت و ۴۷٬۰۱۷ نفر جمعیت دارد.